# Ardisia hammelii
Ardisia hammelii är en viveväxtart som beskrevs av C.L. Lundell. Ardisia hammelii ingår i släktet Ardisia och familjen viveväxter. Inga underarter finns listade i Catalogue of Life.